# Dostálova lípa
Dostálova lípa (také známa jako lípa v Řetové) na Orlickoústecku patří svým obvodem mezi 15 nejmohutnějších památných lip České republiky.

## Základní údaje
- název: Lípa v Řetové
- výška: 13 m (1996), 17 m (2009)
- obvod: 865 cm (1994)[2], 940 cm (1996)[2], neměřitelný (2003)
- věk: 450 let (1996)
- chráněna: od (neuvedeno)
- umístění: kraj Pardubický, okres Ústí nad Orlicí, obec Řetová
- souřadnice: 49°56'43.23"N, 16°22'46.14"E (přibližná poloha)

Stojí v centru obce u stavení č. 1. Jde o mohutný nízko větvený troják s výraznými kořenovými náběhy. Roku 1956 se dostala na místní pohlednici. Přestože strom většina literatury vůbec neuvádí a nezmiňují, je lípa stále živá. Roku 2008 došlo k provedení odborné sanace - redukce koruny, posílení vazeb a zastřešení dutiny.
Lípa je často uváděna mezi nejmohutnějšími lipami České republiky, ale další podrobnosti a informace chybí, většina literatury ji vůbec nezmiňuje a databáze AOPK nemá žádnou dokumentaci. Přesto lípa stále krášlí obec.

## Památné a významné stromy v okolí
- Dub v Řetové
- Lípa malolistá v Řetové
- Borovice v Řetové
- Buk v Řetové
- Lípy v Knapovci